# 2 Brothers on the 4th Floor
I 2 Brothers on the 4th Floor è stato un gruppo musicale olandese di musica eurodance ed happy hardcore attivo negli anni novanta composto dai fratelli Martin e Bobby Boer.

## Storia

### Gli inizi
Nel 1990 hanno pubblicato il loro primo singolo, Can't Help Myself, insieme al rapper Da Smooth Baron MC, che ha riscosso un discreto successo in Germania e Paesi Bassi. Per il successivo singolo la band si era arricchita di due elementi, la cantante Peggy "The Duchess" e Gale Robinson. Il secondo singolo, Turn Da Music, riscosse tuttavia minor successo ma servì per far conoscere il nome della band negli ambienti musicali. Dopo la realizzazione di questo singolo, la band si sciolse e i due fratelli intrapresero due strade diverse: Martin, sotto lo pseudonimo Dancability Productions, si occupava del remixaggio di brani di artisti famosi mentre Bobby si occupava della grafica delle copertine.

### 1994, la riformazione
Nel 1994 il gruppo si riformò con l'aggiunta di altri due componenti, il rapper D-Rock (René Phillips) e la cantante Des'Ray (Desiree Manders). Pubblicarono così il loro primo album, Dreams, che vendette discretamente soprattutto nei Paesi Bassi grazie al successo internazionale dei primi due singoli, Never Alone, al secondo posto della classifica dei Paesi Bassi, e la title track Dreams (Will Come Alive), che riscosse un successo ancora maggiore in tutta Europa. Furono in seguito realizzati altri singoli che, pur non ricevendo l'attenzione dei primi due, ebbero comunque un ottimo riscontro da parte del pubblico.
Tra il 1995 e il 1996 la band continuò a pubblicare nuovi singoli, cambiando il genere in happy hardcore, quali Come Take My Hand, Fairytales, Mirror of Love e There's a Key raccolti nel loro secondo album intitolato 2, arrivato alla diciottesima posizione della classifica dei Paesi Bassi.
Con il singolo I'm Thinkin' of U, nel 1997, il gruppo tornò all'eurodance e presentò nel singolo anche una versione R&B del brano.
Nel marzo 1998 pubblicarono il singolo Do U Know e a fine anno fu invece ripubblicato The Sun Will Be Shining, singolo che conteneva numerosi remix da parte di artisti come Mark van Dale & Enrico, Dance Therapy e la Dub Foundation. Insieme a questo singolo era allegato anche un CD-Rom contenente il video della canzone e il dietro le quinte dello stesso.
Il 5 febbraio 1999 fu pubblicato il singolo Heaven Is Here, mentre il 29 ottobre dello stesso anno fu pubblicato il singolo Living In Cyberspace. Il 16 giugno successivo fu invece la volta di Wonderful Feeling e un anno dopo, il 29 giugno 2001,  pubblicarono il loro ultimo singolo, Stand Up And Live. Successivamente non ci sono state più altre pubblicazioni e la band attualmente risulta sciolta. Des'Ray ha avviato una carriera da solista mentre D-Rock collabora con la band E-Life. L'ultima performance dal vivo del gruppo risale al gennaio 2006 in Norvegia.

## Discografia

### Album
- 1994 - Dreams
- 1996 - 2

### Singoli
- 1990 - Can't Help Myself
- 1991 - Turn Da Music Up
- 1993 - Never Alone
- 1994 - Dreams (Will Come Alive)
- 1994 - Let Me Be Free
- 1995 - Fly (Through The Starry Night)
- 1995 - Come Take My Hand
- 1996 - Fairytales
- 1996 - Mirror of Love
- 1996 - There Is A Key
- 1996 - Christmas Time (versione natalizia di There Is A Key)
- 1997 - One Day
- 1997 - I'm Thinkin' of U
- 1998 - Do You Know
- 1998 - The Sun Will Be Shining
- 1999 - Heaven Is Here
- 1999 - Living In Cyberspace
- 2000 - Wonderful Feeling
- 2001 - Stand Up And Live